# Ošklivá káčátka
Ošklivá káčátka (Гадкие лебеди) je vědeckofantastický novela ruských sovětských spisovatelů bratrů Strugackých. Novela vznikla již roku 1967 a její vydání bylo cenzurou zakázáno. Poprvé tak vyšla roku 1972 ve Spolkové republice Německo. V Sovětském svazu vyšla až roku 1987 pod názvem Čas deště (Время дождя). Roku 1989 se novela stala součástí románu Kulhavý osud (Хромая судьба) jako jeho druhá dějová linie.

## Obsah novely
Hrdinou novely je úspěšný spisovatel Viktor Banev, který žije v blíže nespecifikovaném západním autokratickém a militantním státě, jehož původně revoluční vládnoucí vrstva se stále více propadá do tupého sebeuspokojení a do kultu osobní moci. Banev přijíždí z hlavního města státu do provinčního města, kde prožil své dětství a kde žije jeho bývalá manželka s dcerou Irmou, protože se obává odvety za své neuctivé chování na schůzce s presidentem. Zjistí, že ve městě již několik let neustále prší.
Mezi apatickými občany města se objevují lidé se svobodným uvažováním, nepodléhající autoritářským ideologickým praktikám. Od ostatních se liší žlutými kruhy kolem očí a tím, že jim déšť dodává sílu. Jsou proto označováni za brejlovce nebo mokrochy a jako malomocní jsou izolováni v leproserii, kde je střeží armáda. Primář leproserie Yul Golem je přesvědčen, že mokroši jsou novým genetickým typem člověka, intelektuálně a morálně lepším než ostatní lidé. Kromě teenagerů se jich všichni v městě bojí, ale mladí lidé včetně Banevovy dcery jsou jimi nadšeni. Dobrovolně odcházejí z města k mokrochům do leproserie, protože nechtějí žít tak prázdným způsobem, jako jejich rodiče, nechtějí, aby z nich vyrostli opilci a požitkáři, konformisté a maloměšťáci. Banev brzy zjistí, že inteligence těchto teenagerů je nadlidská. Seznámí se také s dívkou Dianou.
Dospělí z města jsou náhle sevřeni nezdolným pocitem hrůzy a opouští ve zmatku město Zároveň zmizí i mokroši. Jakmile poslední obyvatel město opustí, déšť se zastaví. Banev s Dianou se vrací do města, které mizí pod paprsky slunce. Najde tam svou dceru s jejím přítelem, kteří jsou zničeho nic téměř dospělí a také šťastní.

## Filmové adaptace
- Ošklivé káčátka (2006, Гадкие лебеди), ruský film, režie Konstantin Lopušanskij.

## Česká vydání
- Novela vyšla jako součást románu Kulhavý osud, Odeon, Praha 1989, přeložil Libor Dvořák.